# María del Refugio Ramírez
María del Refugio Ramírez (Ixtlán de los Hervores, 10 de febrero de 1922-East Chicago, 20 de noviembre de 2010) fue la primera Reina de las Fiestas Patrias de la celebración de la independencia de México en East Chicago, Estados Unidos.

## Biografía
Nació en Ixtlán de los Hervores, México el 10 de febrero de 1922. En 1917 emigró a Estados Unidos, inicialmente a Kansas City. En 1925 llegó a Indiana Harbor siendo parte del primer asentamiento mexicano en el estado estadounidense Indiana.
En septiembre de 1926 varios grupos sociales decidieron empezar la celebración de las fiestas patrias por la independencia de México en East Chicago, Indiana. María del Refugio fue coronada como la primera Reina de las Fiestas Patrias ese año. En octubre de 1928 abandonó Indiana Harbor, regresando a Guadalajara, México. En 1947 regresó a Indiana.